# Забавна Біблія
«Забавна Біблія» (фр. La Bible amusante) — книга Лео Таксіля, що висміює текст Старого Заповіту, особливо підіймаючи питання про відсутність логічного зв'язку між окремими твердженнями. Вперше видана в червні 1897 року, незабаром після скандального розкриття містифікації Таксіля на засіданні Паризького географічного товариства. На момент публікації автор був звинувачений у нешанобливому ставленні до Біблії. «The Times» закликала до заборони видавництва книги.
Сам Лео Таксіль описав книгу так:
|  | «Забавна Біблія» не буде сприяти зміцненню релігії, а, навпаки, пояснить читачам, «у що і чому не потрібно вірити» |

## Зміст

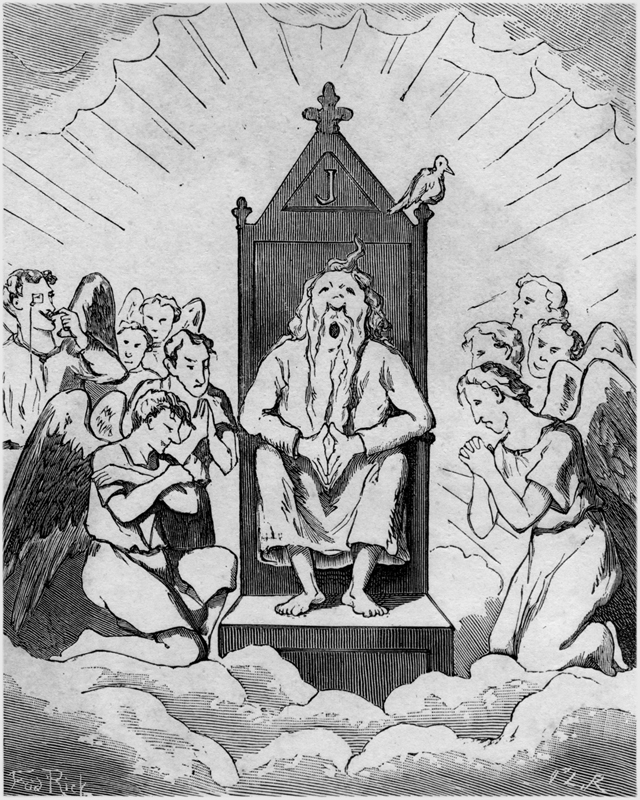
29-а карикатура до «Забавної Біблії», що зображає Яхве в оточенні янголів

Книга являє собою іронічний переказ Біблії з авторськими оцінками тексту. Наприклад, «Нарешті у бога (будемо називати його так, по-сучасному) майнула думка: якщо він бог та ще й всемогутній, то йому нема чого нудьгувати, а треба щось робити. І старий заходився творити… Читач Біблії не обов'язково повинен розуміти, що це означає».
«Забавна Біблія» складається з 45-и розділів, упродовж яких автор вказує на місця, котрі складно чи й узагалі неможливо назвати правдивими з огляду на відсутність матеріальних свідчень та/або внутрішні суперечності. Місцями Лео Таксіль посилається на наукові відомості свого часу з астрономії, географії, лінгвістики, порівняльної антропології тощо.
Загалом, Лео Таксіль доносить до читачів думку про те, що Біблія написана людьми з маніпулятивною метою, а не зі слів Бога. Зокрема, мету створення Біблії він вбачає в узаконенні експлуататорських відносин, у чому посилається на марксистів. Автор також критикує поняття Трійці та оповідей за участю Бога, посилаючись на гіпотезу, що в образі Бога злито образи язичницьких божеств семітів, шумерів, вавилонян та інших народів Близького Сходу. Таким чином, він наполягає на вторинності Біблії щодо релігійних і міфологічних текстів Сходу, а тому хибності посилання на Біблію як історичне джерело.

## Українські переклади
- Таксіль Лео. Забавна біблія. — К.: Політвидав України, 1977. — 442 с. (2-е вид. — К.: Політвидав України, 1984. — 411 с.)
- Таксіль Лео. Забавне євангеліє, або життя Ісуса. — К.: Політвидав України, 1979. — 384 с.